# ريتشارد توماس
ريتشارد توماس (بالإنجليزية: Richard Thomas)‏ (و. 1951  م) هو ممثل أفلام، وممثل مسرحي، وممثل تلفزي أمريكي، ولد في نيويورك.

## التعليم
تعلم في جامعة كولومبيا.

## وصلات خارجية
- ريتشارد توماس على موقع IMDb (الإنجليزية)
- ريتشارد توماس على موقع ألو سيني (الفرنسية)
- ريتشارد توماس على موقع أول موفي (الإنجليزية)
- ريتشارد توماس على موقع قاعدة بيانات برودواي على الإنترنت (الإنجليزية)
- ريتشارد توماس على موقع قاعدة بيانات برودواي على الإنترنت (الإنجليزية)
- ريتشارد توماس على موقع قاعدة بيانات الأفلام السويدية (السويدية)
- ريتشارد توماس على موقع إن إن دي بي (الإنجليزية)
- ريتشارد توماس على موقع قاعدة بيانات الفيلم (الإنجليزية)
- ريتشارد توماس على موقع كينوبويسك (الروسية)
- ريتشارد توماس على موقع كينوبويسك (الروسية)